# Audi RSQ
Audi RSQ — концепт-кар, созданный компанией Audi специально для фильма «Я, робот» в 2004 году, в основе лежит образ вдохновленный дизайном Audi TT (8N) 1998 г.

## История
Концепт-кар Audi Le Mans quattro был создан при содействии инженеров Lamborghini на базе Lamborghini Gallardo. В дальнейшем Le Mans Quattro был переделан согласно пожеланиям съёмочной группы и после доработки получил индекс RSQ. Спустя четыре недели автомобиль отправился на съёмочную площадку. Кроме того, было изготовлено ещё два макета — для инсценировки аварии и съемки крупных планов.
Автомобиль был впервые представлен на Нью-Йоркском автосалоне 2004 года.
За рекламную кампанию, сопровождавшую фильм, Audi получила награду EACA Euro Effie в Брюсселе, за которую боролись ещё 46 претендентов. После выхода фильма автомобиль выставлялся в разных странах на его премьерах.

## Характеристики

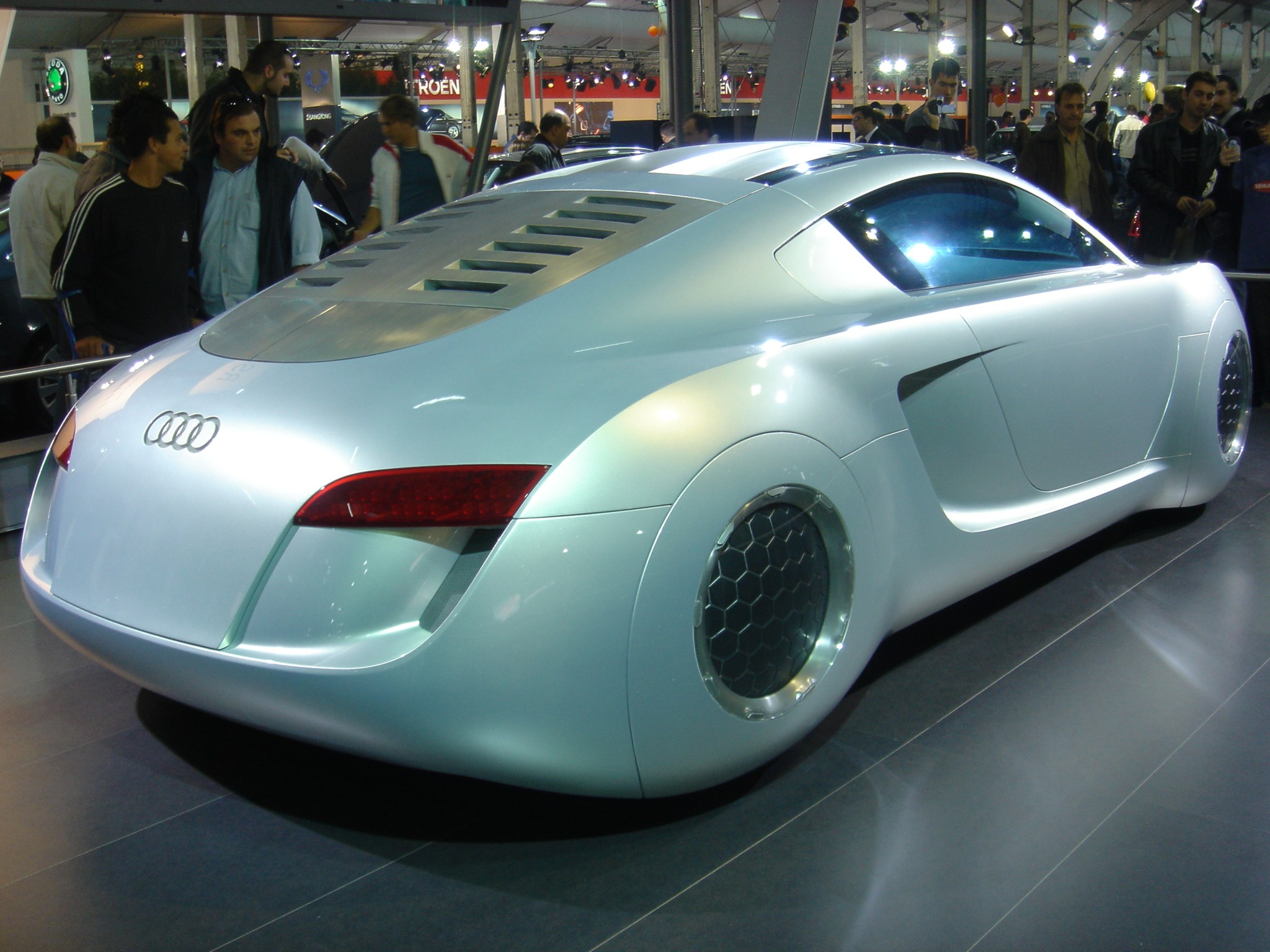
Вид сзади

В дизайне изготавливаемого из стеклопластика кузова концепт-кара позаимствованы элементы Audi TT, а радиаторная решётка без изменений скопирована у Audi A8 L 6,0 Quattro. Двери автомобиля выполнены в стиле «крыло чайки». Автомобиль имеет среднемоторную полноприводную компоновку. Кроме того, чтобы соответствовать «машине будущего», RSQ использует не обычные, а скрытые внутри крыльев сферические колёса.
По некоторым данным, Audi RSQ использует полноприводную трансмиссию и V10-двигатель от Lamborghini Gallardo.
На панели приборов установлен жидкокристаллический дисплей Audi Multi Media Interface (MMI).